# Список томів ранобе «Вовчиця і Прянощі»
Spice and Wolf (яп. 狼と香辛料, О:ками то ко:синрё:, укр. «Вовчиця та спеції» або «Вовчиця і прянощі») — серія популярних новел японського письменника Хасекури Ісуни з ілюстраціями Дзу Аякури.

Обкладинка першого тому

Перший том з цієї серії з'явився 10 лютого 2006 року. На сьогодні видавництвом ASCII Media Works під лейбом Dengeki Bunko опубліковано вже 11 томів. В Північній Америці новели ліцензовані англійською мовою кампанією Yen Press.
Серія розповідає про бродячого торговеця Крафта Лоуренса, який торгує різними товарами з міста в місто, щоб заробити собі на життя в стилізованій історичній обстановці з європейськими особливостями.  Він зустрічає язичницьке божество-вовк, дівчину на ім'я Холо, яка схожа на п'ятнадцятирічну дівчину, за винятком хвоста вовка і вуху. Лоуренс і Холо почали подорожувати разом. Її мудрість завжди допомагає не тільки збільшити свої прибутки, а й вийти зі складних ситуацій.
У 2005 році Хасекура відправив першу новелу з серії на конкурс «Dengeki Novel Prize» видавництва «ASCII Media Works», де його твір отримав срібну медаль.
10 лютого 2006 року була опублікована перша новела, і до 2008 року було видано дев'ять томів під лейбом «Dengeki Bunko» видавництва «ASCII Media Works».
Серія виходила під заголовком «Merchant meats spicy wolf» (дослівно перекладається як «Купець зустрічає пряного вовка»). Що насправді означає слово meats в підзаголовку невідомо, але вважається, що це просто спотворена форма англійського слова meets (англ. «зустрічати»).

### Список томів
| "Пролог" (яп. 序幕, Jomaku) 1. "Розділ 1" (яп. 第一幕, Daiichi Maku) 2. "Розділ 2" (яп. 第二幕, Daini Maku) 3. "Розділ 3" (яп. 第三幕, Daisan Maku) 4. "Розділ 4" (яп. 第四幕, Daiyon Maku) 5. "Розділ 5" (яп. 第五幕, Daigo Maku) 6. "Розділ 6" (яп. 第六幕, Dairoku Maku) "Епілог" (яп. 終幕, Shūmaku) |

| 1. "Розділ 1" (яп. 第一幕, Daiichi Maku) 2. "Розділ 2" (яп. 第二幕, Daini Maku) 3. "Розділ 3" (яп. 第三幕, Daisan Maku) 4. "Розділ 4" (яп. 第四幕, Daiyon Maku) 5. "Розділ 5" (яп. 第五幕, Daigo Maku) 6. "Розділ 6" (яп. 第六幕, Dairoku Maku) "Епілог" (яп. 終幕, Shūmaku) |

| 1. "Розділ 1" (яп. 第一幕, Daiichi Maku) 2. "Розділ 2" (яп. 第二幕, Daini Maku) 3. "Розділ 3" (яп. 第三幕, Daisan Maku) 4. "Розділ 4" (яп. 第四幕, Daiyon Maku) 5. "Розділ 5" (яп. 第五幕, Daigo Maku) "Епілог" (яп. 終幕, Shūmaku) |

| 1. "Розділ 1" (яп. 第一幕, Daiichi Maku) 2. "Розділ 2" (яп. 第二幕, Daini Maku) 3. "Розділ 3" (яп. 第三幕, Daisan Maku) 4. "Розділ 4" (яп. 第四幕, Daiyon Maku) 5. "Розділ 5" (яп. 第五幕, Daigo Maku) 6. "Розділ 6" (яп. 第六幕, Dairoku Maku) "Епілог" (яп. 終幕, Shūmaku) |

| "Пролог" (яп. 序幕, Jomaku) 1. "Розділ 1" (яп. 第一幕, Daiichi Maku) 2. "Розділ 2" (яп. 第二幕, Daini Maku) 3. "Розділ 3" (яп. 第三幕, Daisan Maku) 4. "Розділ 4" (яп. 第四幕, Daiyon Maku) "Епілог" (яп. 終幕, Shūmaku) |

| "Пролог" (яп. 序幕, Jomaku) 1. "Розділ 1" (яп. 第一幕, Daiichi Maku) 2. "Розділ 2" (яп. 第二幕, Daini Maku) 3. "Розділ 3" (яп. 第三幕, Daisan Maku) 4. "Розділ 4" (яп. 第四幕, Daiyon Maku) 5. "Розділ 5" (яп. 第五幕, Daigo Maku) "Епілог" (яп. 終幕, Shūmaku) |

| 1. «Хлопчик, дівчинка і білі квіти» "A Boy, a Girl and a White Flower" (яп. 少年と少女と白い花, Shōnen to Shōjo to Shiroi Hana)}, from Dengeki hp volumes 47-49 2. «Червоне яблуко і синє небо» "Red Apple and Blue Sky" (яп. 林檎の赤、空の青, Ryūgō no Aka, Sora no Ao), from Dengeki hp volume 44 3. «Вовчиця і бурштинова меланхолія» "Wolf and Amber Melancholy" (яп. 狼と琥珀色の憂鬱, Ōkami to Kohakuiro no Yūutsu) | «Бічні Кольори» |

| "Пролог" (яп. 序幕, Jomaku) 1. "Розділ 1" (яп. 第一幕, Daiichi Maku) 2. "Розділ 2" (яп. 第二幕, Daini Maku) 3. "Розділ 3" (яп. 第三幕, Daisan Maku) | «Місто розбрату 1» Town of Confrontation (Up) (яп. 対立の町 (上), Tairitsu no Machi (Ue)) |

| "Пролог" (яп. 序幕, Jomaku) 1. "Розділ 4" (яп. 第四幕, Daiyon Maku) 2. "Розділ 5" (яп. 第五幕, Daigo Maku) 3. "Розділ 6" (яп. 第六幕, Dairoku Maku) 4. "Розділ 7" (яп. 第七幕, Dainana Maku) 5. "Розділ 8" (яп. 第八幕, Daihachi Maku) 6. "Розділ 9" (яп. 第九幕, Daikyū Maku) "Епілог" (яп. 終幕, Shūmaku) | «Місто розбрату 2» Town of Confrontation (Down) (яп. 対立の町 (下), Tairitsu no Machi (Shita)) |

| "Пролог" (яп. 序幕, Jomaku) 1. "Розділ 1" (яп. 第一幕, Daiichi Maku) 2. "Розділ 2" (яп. 第二幕, Daini Maku) 3. "Розділ 3" (яп. 第三幕, Daisan Maku) 4. "Розділ 4" (яп. 第四幕, Daiyon Maku) 5. "Розділ 5" (яп. 第五幕, Daigo Maku) "Епілог" (яп. 終幕, Shūmaku) |

| 1. «Вовчиця і золотий бал» Wolf and the Golden Promise (яп. 狼と黄金色の約束, Ōkami to Koganeiro no Yakusoku), from Dengeki Bunko Magazine volumes 4 and 5 2. «Вовчиця і яскраво-зелений шлях» Wolf and the Bright Green Road (яп. 狼と若草色の寄り道, Ōkami to Wakakusairo no Yorimichi), from Dengeki Bunko Magazine Пролог 2 3. «Чорна вовча колиска» "Black Wolf's Cradle" (яп. 黒狼の揺り籠, Kokurō no Yurikago) | «Бічні кольори 2» |

| "Пролог" (яп. 序幕, Jomaku) 1. "Розділ 1" (яп. 第一幕, Daiichi Maku) 2. "Розділ 2" (яп. 第二幕, Daini Maku) 3. "Розділ 3" (яп. 第三幕, Daisan Maku) 4. "Розділ 4" (яп. 第四幕, Daiyon Maku) 5. "Розділ 5" (яп. 第五幕, Daigo Maku) 6. "Розділ 6" (яп. 第六幕, Dairoku Maku) "Епілог" (яп. 終幕, Shūmaku) |

| 1. «Вовчиця і сутінкові подарунки» "Wolf and the Twilight-Colored Gift" (яп. 狼と夕暮れ色の贈り物, Ōkami to Yūgureiro no Okurimono), from Dengeki Bunko Magazine volume 6 2. «Вовчиця і фанити персикового меду» "Wolf and Addicted to Peach Honey" (яп. 狼と桃のはちみつ漬け, Ōkami to Momo no Hachimitsuzuke), from Dengeki Bunko Magazine volumes 7 and 8 3. «Вовчиця і срібний подих» "Wolf and The Silver Sigh" (яп. 狼と銀色のため息, Ōkami to Gin'iro no Tameiki), from Dengeki Maoh September 2009 issue 4. «Пастух і чорний лицар» "Shepherd and a Black Knight" (яп. 羊飼いと黒い騎士, Hitsujikai to Kuroi Kishi) | «Бічні кольори 3» |

| "Пролог" (яп. 序幕, Jomaku) 1. "Розділ 1" (яп. 第一幕, Daiichi Maku) 2. "Розділ 2" (яп. 第二幕, Daini Maku) 3. "Розділ 3" (яп. 第三幕, Daisan Maku) 4. "Розділ 4" (яп. 第四幕, Daiyon Maku) "Епілог" (яп. 終幕, Shūmaku) |

| "Пролог" (яп. 序幕, Jomaku) 1. "Розділ 1" (яп. 第一幕, Daiichi Maku) 2. "Розділ 2" (яп. 第二幕, Daini Maku) 3. "Розділ 3" (яп. 第三幕, Daisan Maku) 4. "Розділ 4" (яп. 第四幕, Daiyon Maku) 5. "Розділ 5" (яп. 第五幕, Daigo Maku) | «Чи не Сонячна Золота монета?» (том 1) "Taiyo немає Kinka" (яп. 太陽の金貨(上)) |

| 1. "Розділ 6" (яп. 第六幕, Dairoku Maku) 2. "Розділ 7" (яп. 第七幕, Dainana Maku) 3. "Розділ 8" (яп. 第八幕, Daihachi Maku) 4. "Розділ 9" (яп. 第九幕, Daikyū Maku) 5. "Розділ 10" (яп. 第十幕, Daijū Maku) 6. "Розділ 11" (яп. 第十一幕, Daijūichi Maku) 7. "Розділ 12" (яп. 第十二幕, Daijūni Maku) | «Чи не Сонячна Золота монета?» (том 2) "Taiyo немає Kinka" (яп. 太陽の金貨(下)) |

| "Епілог (яп. 終幕, Shūmaku) 1. «Купець і сірий темний лицар» "Merchant and the Dark Gray Knight" (яп. 行商人と鈍色の騎士, Gyōshōnin to Nibiiro no Kishi), from Dengeki Bunko Magazine volume 9 2. «Вовчиця і сіра посмішка» "Wolf and Gray Smile" (яп. 狼と灰色の笑顔, Ōkami to Haiiro no Egao), from Dengeki Bunko Magazine volume 13 3. «Вовчиця і біла дорога» "Wolf and White Road" (яп. 狼と白い道, Ōkami to Shiroi Michi), from Dengeki Bunko Magazine volume 17 | «Епілог» |

### Схожі книги
- Путівник: «Всі спеції і вовчиця» (Everything Spice and Wolf (яп. 狼と香辛料ノ全テ, Ōkami to Kōshinryō no Subete)) - ISBN 978-4-04-867483-6 (December 10, 2008)
- Ілюстрована книга: «Вовчиця і прянощі: Вовчиця і золота пшениця» (Spice and Wolf: Wolf and Gold Wheat (яп. 狼と香辛料 狼と金の麦穂, Ōkami to Kōshinryō: Ōkami to Kin no Mugiho)) - ISBN 978-4-04-867793-6 (April 30, 2009)
- Артбук: Jū Ayakura Spice and Wolf Art Collection (яп. 文倉十画集 狼と香辛料, Ayakura Jū Gashū: Ōkami to Kōshinryō) - ISBN 978-4-04-870648-3 (July 30, 2011)

### Додаткові історії
- Академія Холо-тан (мітка серця) ("Academy Holo-tan (Heart Mark)" (яп. 学園ホロたん（ハートマーク）, Gakuen Horo-tan (Hāto Māku))), від Dengeki hp Official Pirate Book
- Вовчиця і зоряний вий ("Wolf and the Star-Colored Howling" (яп. 狼と星色の遠吠え, Ōkami to Seishoku no Tōboe)), від Всі спеції і вовчиця
- Вовчиця і веселкова музика ("Wolf and Rainbow-Colored Music" (яп. 狼と虹色の音楽, Ōkami to Nijiiro no Ongaku)), від Артбук